# Ролин, Алексис
Але́ксис Роли́н (исп. Germán Alexis Rolín Fernández; род. 7 февраля 1989[…], Монтевидео) — уругвайский футболист, защитник клуба «Потенсия».

## Биография
Алексис Ролин родился в районе Монтевидео Пьедрас-Бланкас, до 11 лет занимался в детско-юношеской школе «Данубио», после чего перешёл в школу «Насьоналя», где прошёл все возрастные категории вместе с Николасом Лопесом и Себастьяном Коатесом.
16 января 2011 года Хуан Рамон Карраско выпустил Ролина в основном составе «Насьоналя» в матче предсезонного международного Кубка Бимбо против парагвайского клуба «Либертад». 8 мая того же года Ролин дебютировал уже в чемпионате Уругвая, причём сразу же в Класико уругвайского футбола против «Пеньяроля». В свой первый сезон на профессиональном уровне Ролин стал чемпионом Уругвая, хотя и провёл всего 4 матча.
26 февраля 2012 года Алексис Ролин забил первый в своей профессиональной карьере гол — в рамках чемпионата Уругвая 2011/12 в ворота «Дефенсор Спортинга» (2:2). Ролин забил уже в добавленное время и это позволило трёхцветным избежать поражения. Всего же за сезон в 28 играх защитник отметился 3 забитыми голами в чемпионате Уругвая, который «Насьональ» выиграл во второй год подряд.
Ролин выступал за сборную Уругвая до 20 лет. В середине 2012 года Оскар Вашингтон Табарес, тренер основной сборной Уругвая, возглавивший олимпийскую футбольную команду, включил Ролина в заявку сборной на Олимпийский футбольный турнир.
На Олимпийских играх сборная Уругвая выступила неудачно, не сумев выйти из группы. По окончании турнира в Лондоне итальянская «Катания» приобрела Ролина у «Насьоналя» за 5 млн евро.

## Титулы
- Чемпион Уругвая (2): 2010/11, 2011/12
- Чемпион Аргентины: 2015
- Обладатель Кубка Аргентины: 2014/15